# 瑞林镇
瑞林镇，是中华人民共和国江西省赣州市瑞金市下辖的一个乡镇级行政单位。

## 行政区划
瑞林镇下辖以下地区：
沿岗街社区、瑞红村、上芜村、大汾村、稳村、大坪村、元田村、龙卧村、民主村、保卫村、水口村、禾塘村、长沙村、建设村、盖州村、苏地村、安全村、廖垇村、下坝村和里布村。